# 解放 (妮莉·費塔朵專輯)
《解放》（Loose）是妮莉·費塔朵的第三張錄音室專輯，在2006年6月20日於美國、妮莉在2006年的6月發行第三張專輯「Loose 解放」。她在為這張專輯做出了許多自然而創新的決定後，便將之命名為Loose。 這張專輯在全球發行了四首先行單曲：西班牙語 雷鬼 歌曲"No Hay Igual 無與倫比" (與Calle 13合唱)、嘻哈單曲"Promiscuous 愛趴"(與 Timbaland 提姆巴蘭 合唱)、拉丁情歌"Te Busqué 追尋"(與 Juanes璜斯 合唱)、以及流行單曲"Maneater 少男殺手"。其中"Promiscuous 愛趴"入圍了2006年葛萊美獎最佳合唱歌曲獎。這張專輯由Timbaland提姆巴蘭 擔任首席製作人，而妮莉也在這張專輯加入許多節奏藍調(R&B)、嘻哈(Hip-hop)，與80年代音樂的元素。 她將這張專輯的曲風歸類為"龐克嘻哈"-"摩登、流行、有魂魄"，並說這張專輯有著"神秘、三更半夜的氛圍...總之就是貼近人心" 這張專輯充滿年輕活力，而她將之歸功於他兩歲的女兒。

## 發行
這張專輯成為妮莉至今在事業上最成功的專輯。專輯在包括美國、加拿大等數個國家獲得排行榜冠軍，且單曲"Promiscuous 愛趴"、"Maneater 少男殺手"、"Te Busqué 追尋"、"Say It Right 好好說"、以及"All Good Things (Come to an End) 好景不常"也強勢攻佔各國單曲榜的冠軍。 這張專輯受到各方的讚賞，包括「Timbaland的復興影響了妮莉」、「這是張老練、聰明、且令人驚艷的專輯」的評論。 更甚，有些人認為這張專輯能成功，在於她明顯地為了嘻哈與R&B捨棄了原本的民謠與搖滾根基， 而有人也評論她必須將自己與自己的音樂包裝的性感點才能賣更多唱片。

## 曲目列表
註：中文歌曲名稱為台灣華納唱片公司之翻譯
1. Afraid
2. Maneater
3. Promiscuous
4. Glow
5. Showtime
6. No Hay Igual
7. Te Busqué
8. Say It Right
9. Do It
10. In God's Hands
11. Wait For You
12. All Good Things (Come to an End)